# Chauliodus
Chauliodus es el nombre de un género de peces abisales pertenecientes a la familia Stomiidae que alcanzan tamaños de entre 30 y 60 cm de longitud.
Como otros peces abisales, los peces del género Chauliodus utilizan órganos bioluminescentes (fotóforos) para cazar y atrapar presas en las profundidades cuando la luz solar no penetra en el fondo. Tienen luces en su cuerpo, localizadas en el vientre y en el final de una aleta para atraer presas.

## Especies
El género Chauliodus tiene nueve especies:
- Chauliodus barbatus (Lowe, 1843).
- Chauliodus eximus
- Chauliodus danae Regan & Trewavas, 1929
- Chauliodus dentatus Garman, 1899.
- Chauliodus macouni Bean, 1890.
- Chauliodus minimus Parin & Novikova, 1974.
- Chauliodus pammelas Alcock, 1892.
- Chauliodus schmidti (Regan & Trewavas, 1929).
- Chauliodus sloani Bloch & Schneider, 1801.
- Chauliodus vasnetzovi Novikova, 1972.